# أصحاب الحجر
أصحاب الحِجْر هم قوم مذكورون في القرآن الكريم كذبوا الرسل وأعرضوا عن الآيات، حيث ذكروا في سورة الحجر:
- ﴿وَلَقَدْ كَذَّبَ أَصْحَابُ الْحِجْرِ الْمُرْسَلِينَ ۝٨٠ وَآتَيْنَاهُمْ آيَاتِنَا فَكَانُوا عَنْهَا مُعْرِضِينَ ۝٨١ وَكَانُوا يَنْحِتُونَ مِنَ الْجِبَالِ بُيُوتًا آمِنِينَ ۝٨٢ فَأَخَذَتْهُمُ الصَّيْحَةُ مُصْبِحِينَ ۝٨٣ فَمَا أَغْنَى عَنْهُمْ مَا كَانُوا يَكْسِبُونَ ۝٨٤﴾ سورة الحجر

الحجر على الأغلب هي المنطقة الأثرية المعروفة بمدائن صالح، في المملكة العربية السعودية. وقد استنتج بعض المفسرين أن أصحاب الحجر هم قوم ثمود بسبب ميزة النحت بالجبال ، ويرى علماء الآثار أن أصحاب مقابر الحجر هم النبط الذين كانوا أيضا ينحتون الجبال لجعلها بيوت في الأردن.

## ذكرهم فيالحديث النبوي
وفي صحيح مسلم عن عبد الله بن دينار، عن عبد الله بن عمر قال: «قال رسول الله ﷺ وهو بالحجر: لا تدخلوا على هؤلاء المعذبين، إلا أن تكونوا باكين، فإن لم تكونوا باكين فلا تدخلوا عليهم، أن يصيبكم مثل ما أصابهم».